# Daphne Anderson
Daphne Anderson (27 de abril de 1922 – 15 de enero de 2013) fue una actriz teatral, cinematográfica y televisiva, además de bailarina y cantante, de nacionalidad británica.

## Biografía
Su verdadero nombre era Daphne Scrutton, y nació en Londres, Inglaterra, siendo sus padres Alan Edward Scrutton y Gladys Amy Juler. Anderson se formó en la Kensington High School, y estudió baile bajo la dirección de Zelia Raye. 
Hizo su primera actuación sobre el escenario en 1937 en el Richmond Theatre, participando como corista en una representación de la pieza Cinderella. Al siguiente año, Anderson debutó en Londres, formando parte del coro del show Revudeville que se representaba en el Windmill Theatre. 
Ella hizo varios papeles en producciones teatrales basadas en la obra de Lewis Carroll Las aventuras de Alicia en el país de las maravillas. Anderson fue un miembro destacado de la Players Theatre Company de Leonard Sachs, con sede en Londres, actuando regularmente en el Teatro Charing Cross en Villiers Street. En 1972 asumió el papel de la Reina Roja en A través del espejo y lo que Alicia encontró allí, llevada a escena en el Ashcroft Theatre.
Anderson también fue actriz cinematográfica, actuando en películas como The Beggar's Opera, El déspota y The Scarlet Pimpernel. Trabajó igualmente para la televisión, participando, entre otros programas, en Thomas and Sarah y en una adaptación a la pequeña pantalla de La tienda de antigüedades. En 1985 participó en un episodio de la sitcom británica In Sickness and in Health. Sin embargo, es probablemente más recordada por encarnar a Kate Gideon en la serie de 1965 de ITC Entertainment Gideon's Way.
Daphne Anderson falleció el 15 de enero de 2013 en Chichester, Inglaterra. Tenía 90 años de edad. Había estado casada con Lionel William Carter.

## Selección de su filmografía
- 1949 : Trottie True
- 1952 : The Beggar's Opera
- 1953 : Laughing Anne
- 1954 : El déspota
- 1955 : A Kid for Two Farthings
- 1957 : El príncipe y la corista
- 1957 : No Time for Tears
- 1960 : Snowball
- 1960 : Persuasion (TV)
- 1962 : Night Creatures
- 1963 : Bitter Harvest
- 1964-1966 : Gideon's Way
- 1979 : Minder (TV), episodio Come in T-64, Your Time Is Ticking Away
- 1982 : The Scarlet Pimpernel